# 盧卡-巴爾西卡
49°9′9″N 27°47′54″E / 49.15250°N 27.79833°E
盧卡-巴爾西卡（烏克蘭語：Лука-Барська），是烏克蘭的村落，位於該國西南部文尼察州，由日梅林卡區負責管轄，面積0.44平方公里，海拔高度332米，2001年人口677，人口密度每平方公里1,524.77人。